# Sergejs Povečerovskis
Sergejs Povečerovskis, ros. Сергей Повечеровский - Siergiej Powieczerowski (24 kwietnia 1960) – łotewski hokeista pochodzenia rosyjskiego. Trener hokejowy.

## Kariera
- Krylja Sowietow Moskwa
- berzs Latvijas (1980-1981)
- Dinamo Ryga (1981-1985)
- Awtomobilist Swierdłowsk (1985-1986)
- Dynamo Charków (1986-1987)[1]
- Ak Bars Kazań (1987)
- Dynamo Charków (1989-1991)
- Acroni Jesenice (1991-1992)
- HK NIK's Brih Riga (1992-1993)
- Podhale Nowy Targ (1993)
- HK Celje (1993-1994)
- Alianse Riga (1995-1996)
- HK Lido Nafta Riga (1996-2001)
- HK Riga 2000 (2000, 2001-2002)
- Vilki Riga (2000-2006)
- HK Ozolnieki/Monarhs (2008-2011)

Pochodził z Oleniegorska (obwód murmański w obecnej Rosji. Na czas odbycia służby wojskowej przeniósł się do Rygi w łotewskiej SRR, gdzie grał przez kilka lat. W sezonie 1980/1981 grał w drużynie berzs Latvijas (wraz z nim m.in. Jevgeņijs Semerjaks, Valērijs Vauļins. Był zawodnikiem Dinama Ryga. Występował wraz z drużyną w ramach mistrzostw ZSRR. W 1991 wyjechał do Słowenii, gdzie z klubem HK Jesenice trenowanym przez rodaka, Władimira Krikunowa zdobył mistrzostwo kraju (w drużynie grał z nim Siergiej Warnawski), po czym wyjechał z tego kraju wskutek wydarzeń wojennych i końcową fazę sezonu trakcie sezonu 1992/1993 trafił ligi polskiej do klubu z Nowego Targu, z którym także wygrał rozgrywki (zagrał 13 spotkań, w których uzyskał 12 goli i 7 asyst). W drużynie występował z nim Siergiej Odincow, a po sezonie obaj odeszli z Podhala.
Kolejne lata spędził na Łotwie. Ostatnie lata kariery spędził w zespole HK Ozolnieki/Monarhs, do 2011 jako grający trener. Od 2011 pełni funkcję etatowego szkoleniowca klubu.
20 stycznia 2012 w Rydze wziął udział w pokazowym spotkaniu gwiazd-wetenanów w ramach imprezy Mecz Gwiazd KHL, występując w drużynie Łotyszy przeciwko Rosjanom. W meczu zakończonym wynikiem 7:11 strzelił dwa gole.

## Sukcesy
Klubowe
- Złoty medal mistrzostw Słowenii: 1992 z Jesenicami
- Złoty medal mistrzostw Polski: 1993 z Podhalem
- Srebrny medal Wschodnioeuropejskiej Ligi Hokejowej: 2001 z HK Riga 2000

Indywidualne
- Wysszaja liga 1989/1990:
  - Nagroda Rycerz Ataku (dla zawodnika, który strzelił trzy lub więcej goli w meczu)[12]
- Liga łotewska 1998/1999 i 1999/2000:
  - Pierwsze miejsce w klasyfikacji kanadyjskiej